# Aphis fabae
L'afide nero della fava (Aphis fabae Scopoli, 1763) è un insetto fitomizo dell'ordine dei Rhynchota (superfamiglia Aphidoidea, famiglia Aphididae). Nell'àmbito di questo taxon, la più importante, ai fini applicativi, è la sottospecie A.f.fabae, dioica tra Euonymus europaeus Linnaeus e disparate piante erbacee, spontanee e coltivate.

## Generalità
L'Aphis fabae è diffuso in quasi tutte le regioni temperate dell'emisfero Nord, anche in Sud America e Africa, eccetto l'Australia. È una specie dioica con olociclo tra le evonimo (Evonymus europaeus), viburno (Viburnum opulus), filadelfo (Philadelphus coronarius) ospiti primari e un notevole numero di piante coltivate (ospiti secondari) quali: Leguminose (fava, fagiolo e medica), Chenopodiacee (bietola e spinacio), patata, Ombrellifere, Composite.

## Descrizione
- Alata virginopora

Corpo di colore nero o bruno olivaceo.
Sifoni lunghi circa la metà della distanza tra le loro basi. Codicola tanto lunga quanto larga, setolosa (12-16 setole).
Dimensioni: 3,9 mm di lunghezza.
- Attera virginopora

Corpo di colore nerastro opaco. Sifoni e codicola come nella forma alata.
Dimensioni: circa 2,5 mm Di lunghezza.
- Sessupara ginopora

Simile nell'aspetto alla femmina virginopora con il V segmento delle antenna provvisto al massimo di un sensillo secondario
- Maschio

Più piccolo della ginopora con antenne fornite di una decina di sensilli secondari sul V segmento.
- Anfigonica

Corpo di colore bruno-nerastro con sifoni molto brevi e tibie posteriori con sensilli placoidei sub circolari.
Dimensioni: 2,5 mm lunghezza.
- Uovo

Nero lucente.
Dimensioni: 2,5 × 0,25 mm..

## Parti attaccate e danni
Le dense colonie dell'afide infestano foglie, germogli e organi riproduttive provocando accartocciamenti fogliari, deperimenti vegetativi. Oltre al danno diretto la specie è in grado di trasmettere oltre 50 virus. Tra questi ultimi sono importanti gli agenti del:
- Mosaico comune del fagiolo (BCMV);
- Mosaico e ingiallimento della bietola (BMV);
- Accartocciamento fogliare della patata (PLRV).

## Ciclo biologico

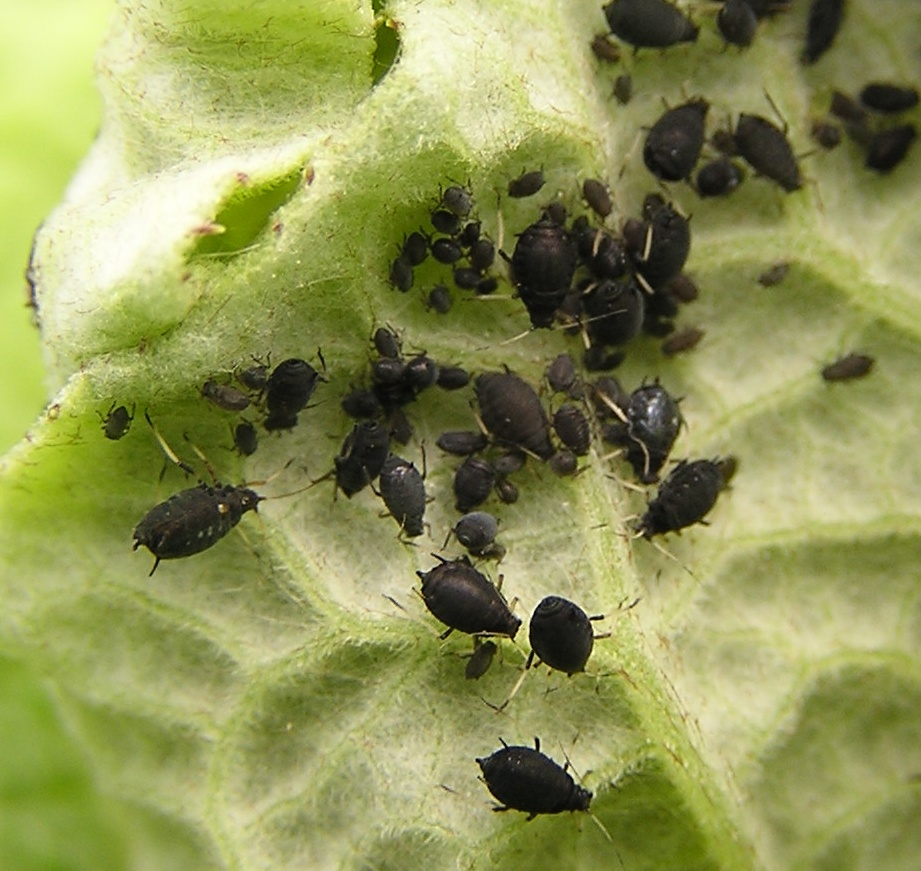

L'A. fabae è una specie dioica olociclica che sverna come uova durevoli su alcune piante spontanee come i Viburni e gli evonimi. Su questi ospiti primari nascono in aprile le fondatrici dalle quali prende origine per partenogenesi una discendenza di femmine partenogenetiche (fondatrigenie). Dopo diverse di queste generazioni compaiono forme alate che migrano sugli ospiti secondari. Su questi ultimi si susseguono più generazioni di virginogenie, tra la fine della primavera e l'estate, portandosi anche su piante infestanti come i Romici che divengono veri e propri serbatoi di inoculo.
La ricolonizzazione dei primari ha luogo in autunno con la comparsa delle sessupare, quindi gli anfigonici, e, con la deposizione di 2-4 uova durevoli da parte della femmina fecondata, si chiude il ciclo annuale dell'afide.
Oltre al ciclo completo, la specie può compiere altri cicli:
- Paraciclo sugli ospiti secondari

Successione di generazioni partenogenetiche (virginopare) in ambienti con inverno mite.
- Analociclo sugli ospiti secondari

Scomparsa delle sessupare e degli anfigonici
- Olociclo paramonoico sull'ospite primario

L'afide svolge l'intero ciclo solo sugli ospiti primari con relativo ibernamento.
- Olociclo paramonoico sull'ospite secondario

L'afide svolge il ciclo completo sull'ospite secondario. In tal caso le fondatrice che nascono dalle uova deposte su piante erbacee persistenti (es. Rumex spp.) vanno incontro a mortalità primaverile..

## Antagonisti
- Predatori: larve e adulti di Coccinellidi (Coleoptera: Coccinellidae); larve di Sirfidi (Diptera: Syrphidae); larve di Crisopidi (Neuroptera: Chrysopidae).

- Parassitoidi: Lysiphlebus fabarum (Marsh) Trioxys angelicae (Hall) (Hymenoptera: Braconidae).

- Entomopatogeni: Entomophthora sp. (funghi: Zigomicete Entomoftoriale).

## Difesa
La lotta contro gli afidi prevede un'integrazione tra metodi agronomici ed oculati interventi chimici.
- Lotta agronomica

Consiste essenzialmente nell'attuazione di pratiche agronomiche, come:
Anticipo di semina in modo che alla comparsa degli alati , che volano raso terra, si avranno steli in parte già lignificati e quindi poco ospitali;
Concimazioni equilibrate;
Eliminazione degli ospiti primari (Evonimo, Viburno, Filadelfo) in zone fredde , ove la specie compie solo olociclo.
- Lotta chimica

La lotta chimica si attua quando si notano le prime colonie infestanti, in assenza di antagonisti.
I prodotti da utilizzare possono essere:
Aficidi specifici come: Pirimicarb, imidacloprid su ortive;
Prodotti a largo spettro di azione ed utili anche contro altri fitofagi, come: Dimetoato, Metomil, Etofenprox.